# Oderen
Oderen (deutsch Odern) ist eine französische Gemeinde mit 1229 Einwohnern (Stand 1. Januar 2022) im Département Haut-Rhin in der Region Grand Est (bis 2015 Elsass). Sie gehört zum Arrondissement Thann-Guebwiller, zum Kanton Cernay und zum Gemeindeverband Vallée de Saint-Amarin.

## Geografie
Die Gemeinde im Regionalen Naturpark Ballons des Vosges liegt im Tal der oberen Thur, wenige Kilometer vom 1200 m hohen Drumont am Vogesenkamm entfernt. Der nach dem Ort benannte, 884 m hohe Col d’Oderen führt oberhalb von Kruth über den Kamm nach Ventron in Lothringen.

## Bevölkerungsentwicklung
| Jahr      | 1962 | 1968 | 1975 | 1982 | 1990 | 1999 | 2007 | 2017 |
| Einwohner | 1182 | 1254 | 1241 | 1331 | 1340 | 1318 | 1320 | 1268 |

## Geschichte
Bis zur Französischen Revolution gehörte der Ort zum Amt Sankt Amarin (Vogtei Sankt Amarin) der Fürstabtei Murbach.

## Sehenswürdigkeiten
- Bergkirche St. Nikolaus mit gotischem Glockenturm aus dem Jahr 1771, auf einem Felsvorsprung errichtet
- Wallfahrtskapelle Maria Hilf (Notre-Dame-du-Bon-Secours) aus dem Jahr 1893

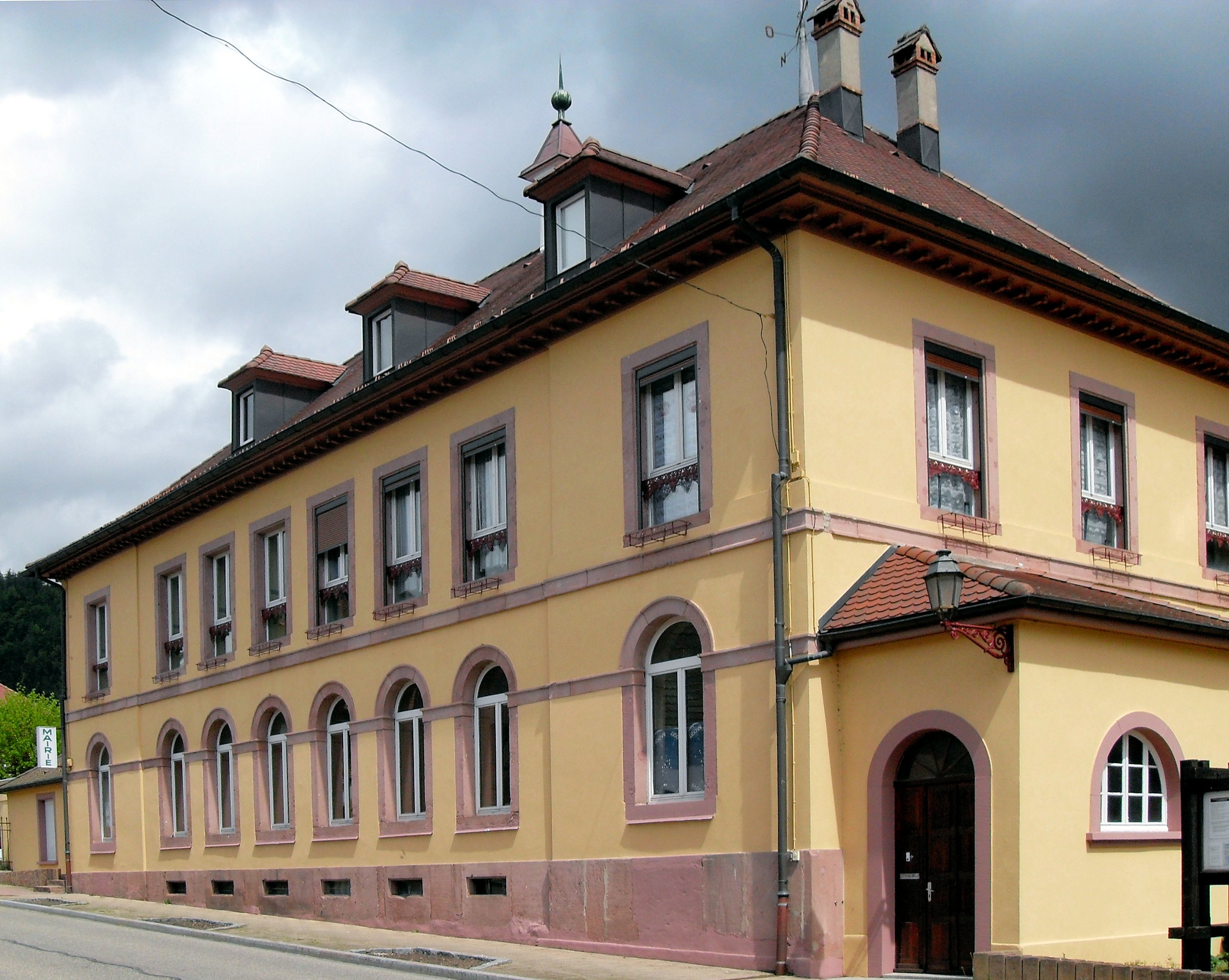
Mairie Oderen

Bergkirche St. Nikolaus
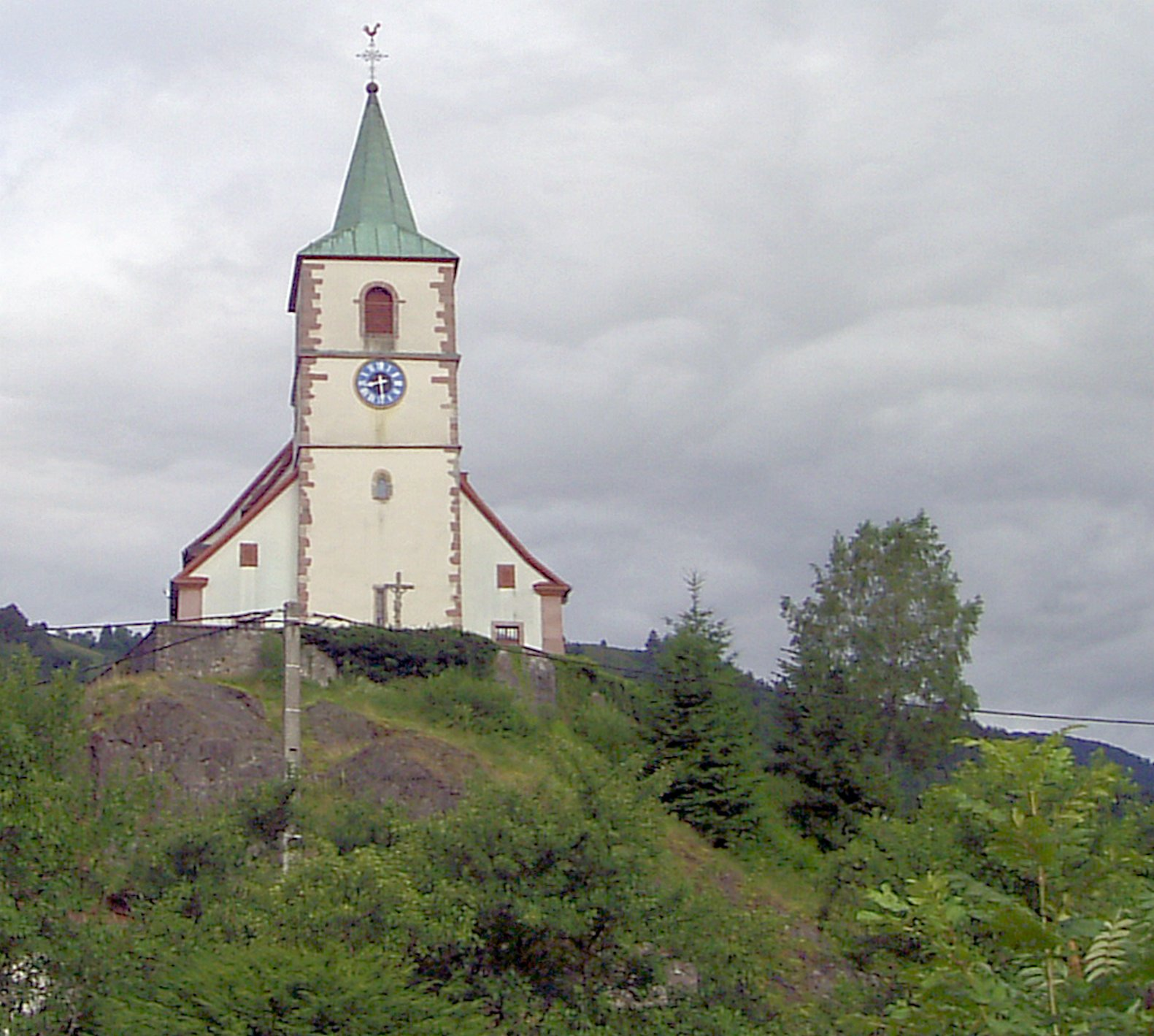
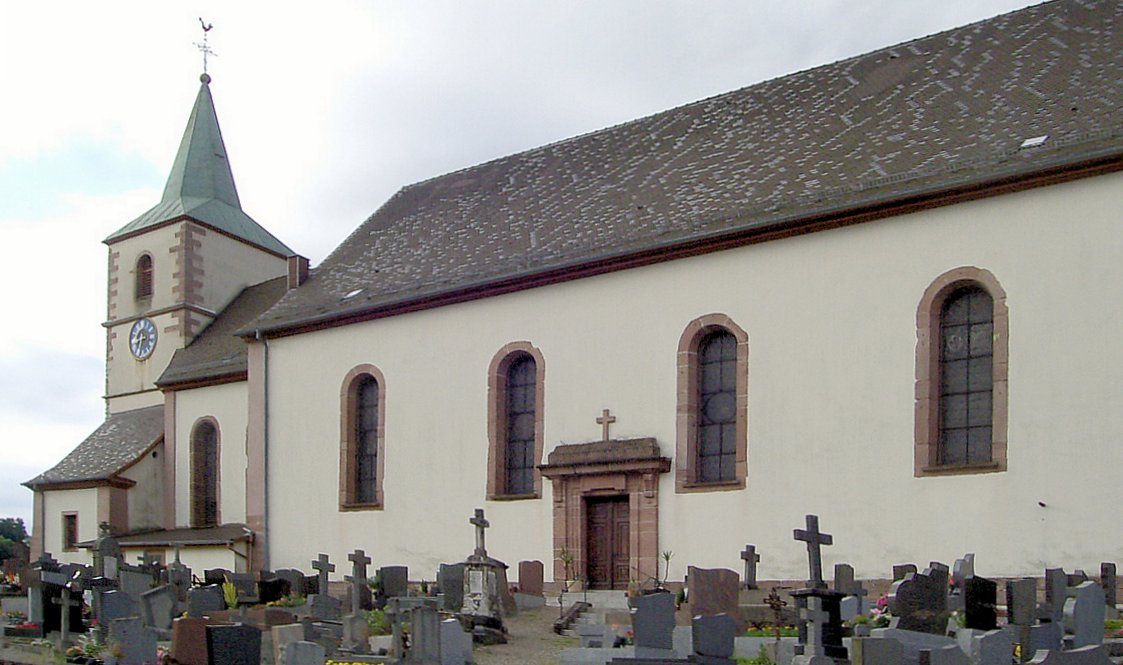

Wallfahrtskapelle Maria Hilf
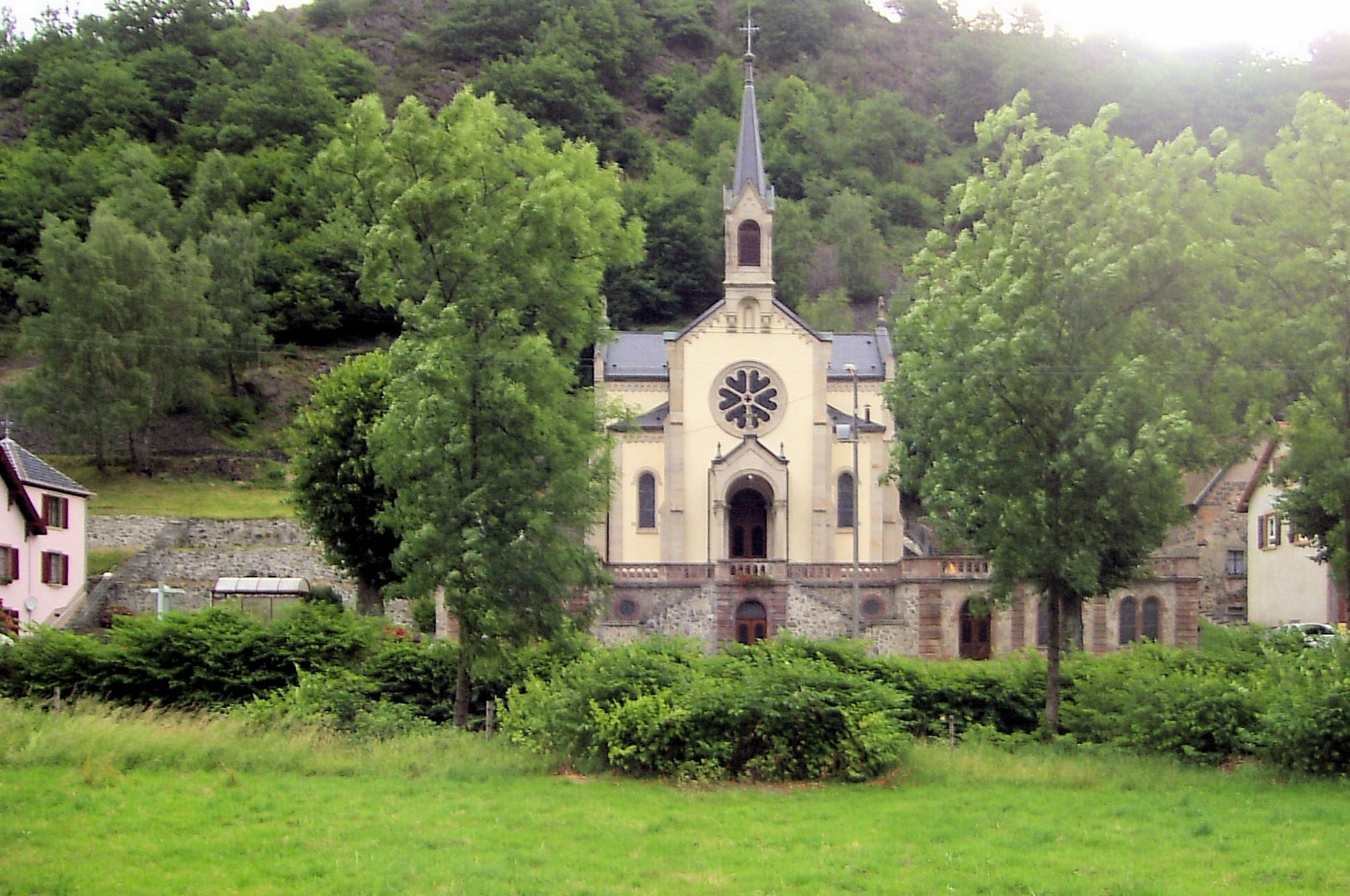
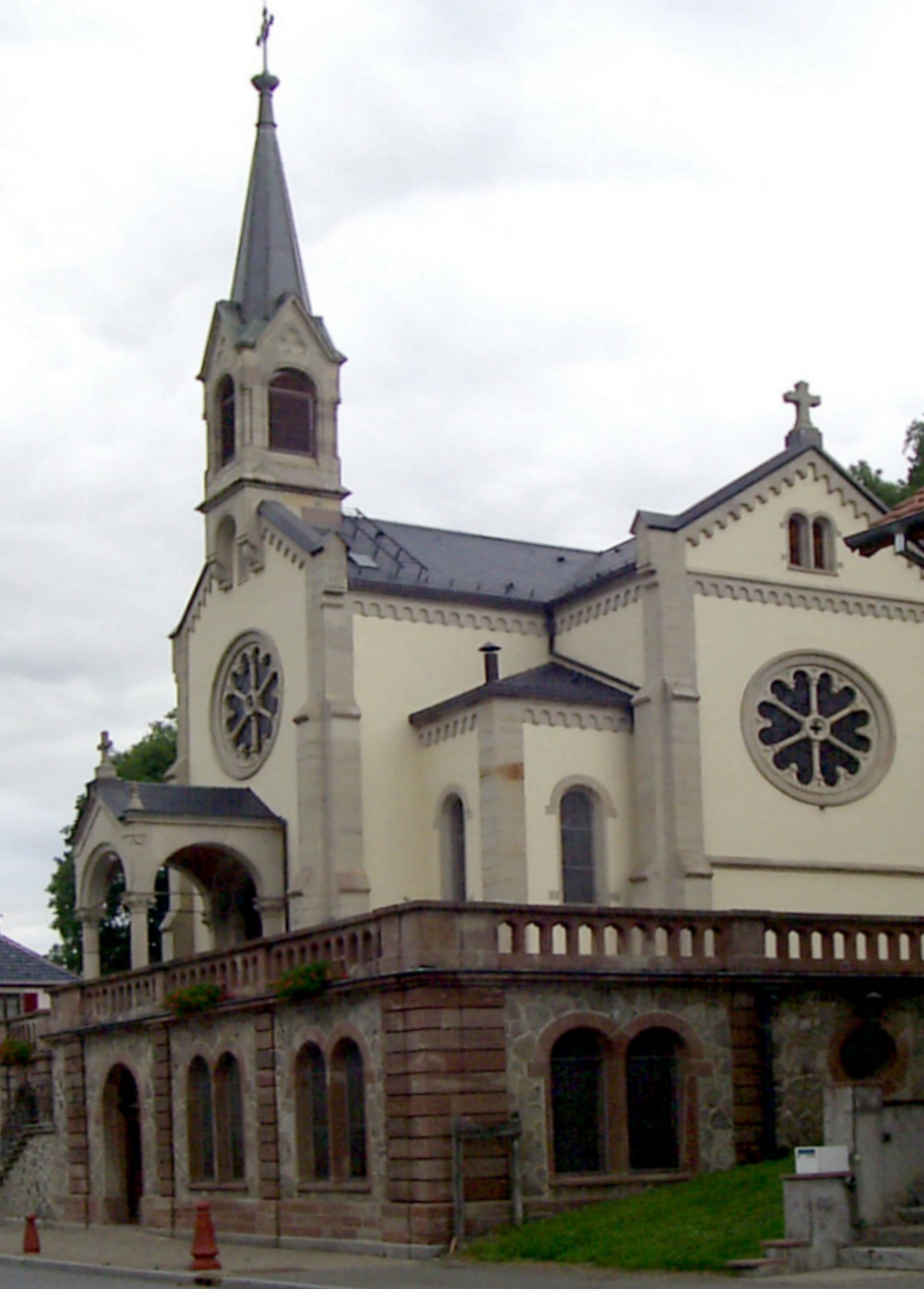